# 산 종류 목록
산과 언덕은 여러 가지 방법으로 특징 지을 수 있다. 어떤 산들은 화산이고 용암의 종류와 분출 역사로 특징 지을 수 있다. 다른 산들은 빙하 작용에 의해 형성되며, 그 모양으로 특징 지어질 수 있다. 마지막으로, 많은 산들은 그들의 구성 성분을 구성하는 바위의 종류로 특징지을 수 있다.

## 지질에 따른 산의 종류

### 빙하로 조각된 산과 언덕
- 누나타크
- 드럼린
- 빙식첨봉
- 아레트
- 에스커
- 웨일백 마운틴
- 플라이그버그(Flyggberg)

### 화산
- 복합 화산
- 분석구
- 성층 화산
- 순상 화산
- 암경
- 암설 순상 화산
- 외륜화산
- 이화산
- 종상 화산
- 팬케이크 돔
- 평정해산
- 해저화산
- 화구구
- 화산 분야

### 구조적으로 통제되는 형태의 산
- 구조평야
- 단사산릉
- 단층지괴 산지
- 돔
- 습곡 산지
- 탁상지 및 메사
  - 테푸이 (기아나 고원)
- 호그백

### 기타 유형의 산 또는 언덕
- 분구묘
  - 배로(Barrow) (브리튼 제도)
  - 쿠르간 (유라시아 스텝)
- 울트라
- 잔구
- 중간산악
- 마운드
- 마운트

## 산을 구성하는 바위의 종류
- 변성암
- 퇴적암
- 화성암
  - 분출암(위의 화산 유형 참조)
  - 관입암

## 산의 무리
- 구릉
- 단성 화산
- 산맥
- 인셀베르그 들판
- 코르디예라